# Togg T10X
Le Togg T10X est un SUV compact électrique du constructeur automobile turc Togg. Le T10X est le premier véhicule présenté par Togg en 2019 de l'ensemble de ses cinq modèles planifiés d'ici 2030. Sa production a débuté en octobre 2022 et sa vente en mars 2023.
En 2024, Togg a vendu au total 30 093 T10X sur le marché national,,,.

## Présentation
Le T10X est présenté par le constructeur automobile turc Togg le 27 décembre 2019 lors d'un événement au Bilişim Vadisi (Silicon Valley de Turquie) dans la province de Kocaeli, où est également présenté le prototype d'une berline compacte (C-Sedan) lors du même événement. La production du T10X a débuté le 29 octobre 2022, jour de l'inauguration de l'usine de Gemlik, où le premier véhicule Togg, un T10X de couleur rouge Anadolu sort assemblé de la ligne de montage. La vente du T10X a commencé en mars 2023 en Turquie et il est sera disponible sur le marché européen vers la fin de 2024.
Le T10X est en compétition directe avec les autres SUV compacts comme la Tesla Model Y ou la Volkswagen ID.4.

## Dénomination
Le patronyme T10X se décompose en T pour Togg, 10 pour l'échelon dans la gamme du constructeur, s'agissant ici d'un segment compact (C), et X pour le type de carrosserie (SUV).

## Design

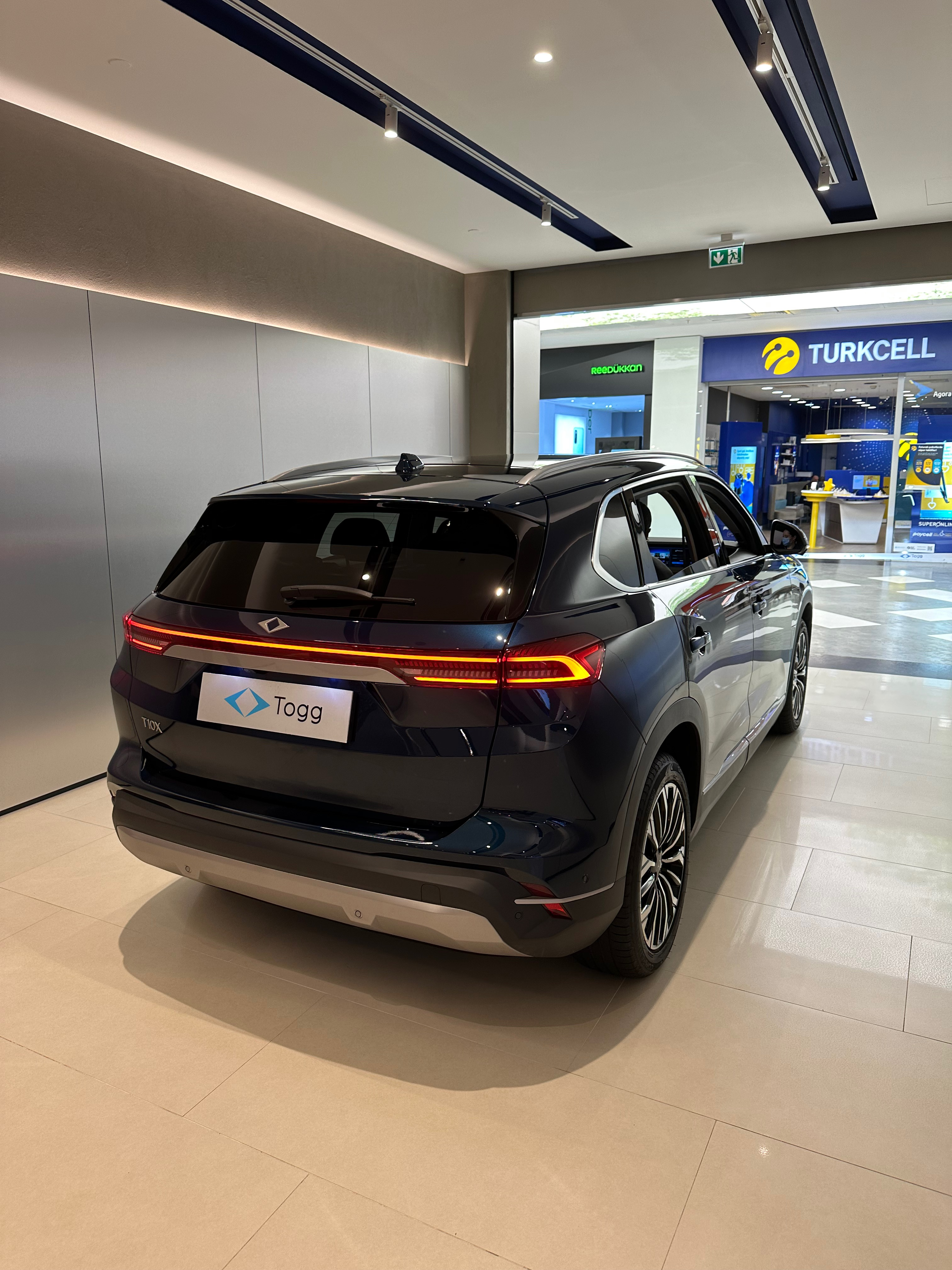
Le Togg T10X vu de l’arrière.

Le T10X est dessiné par le désigner automobile turc Murat Günak avec la participation du centre de style Pininfarina. Le design du T10X reprend plusieurs éléments de la culture turque, notamment les jantes et la calendre en forme de tulipes. De plus, les lignes de couture sur les sièges du T10X représentent également une tulipe.

## Caractéristiques techniques
Le T10X est un SUV compact entièrement électrique.

### Habitacle

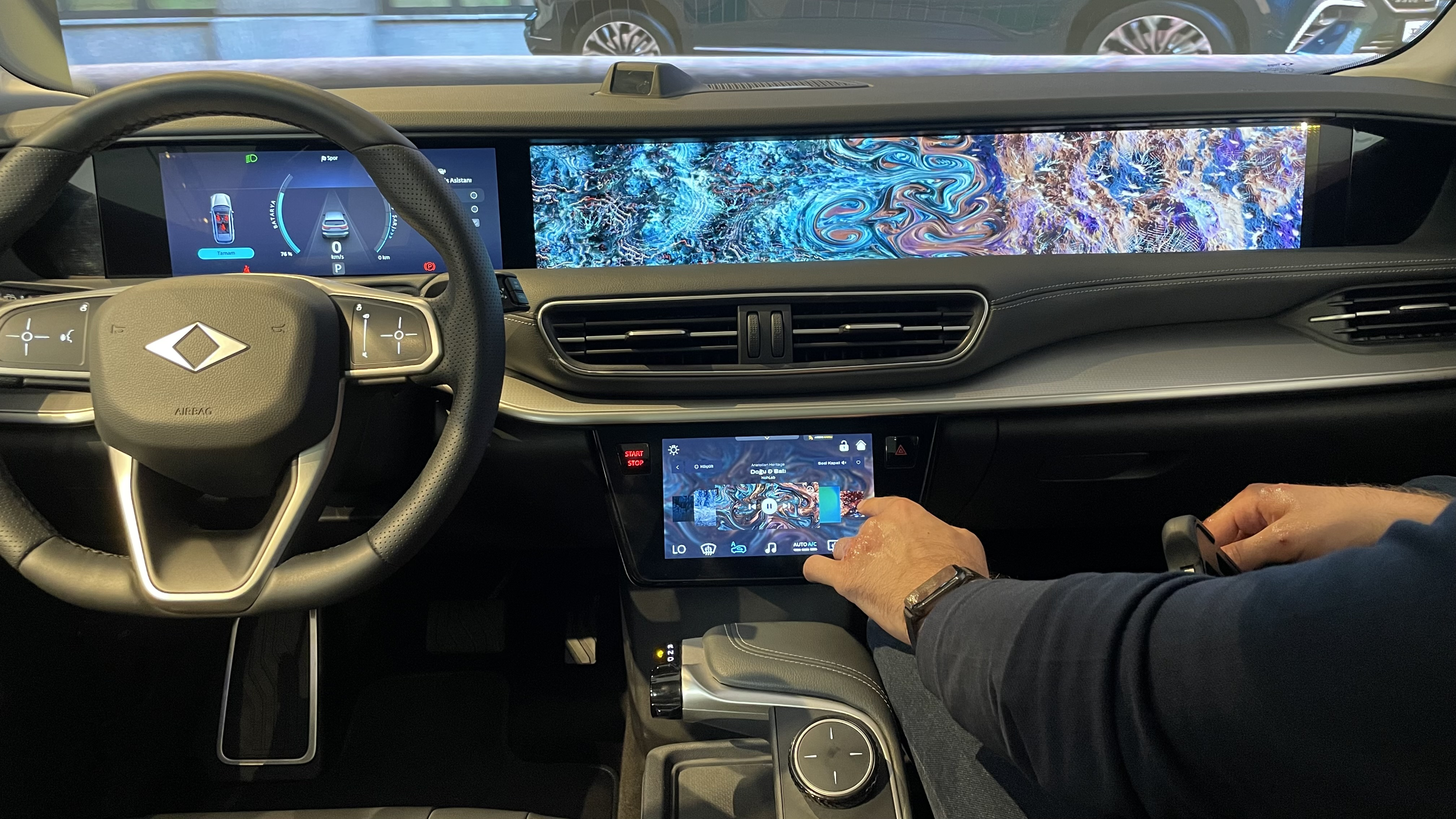
Intérieur du Togg T10X au Zorlu Center à Istanbul

Le T10X offre un intérieur moderne avec instrument de bord numérique de 12 pouces et un écran tactile central reposant sur une dalle panoramique de 29 pouces qui couvre toute la largeur de la planche de bord. Un second écran tactile est positionné plus bas pour l'accès aux réglages. La console centrale sous une forme flottante dispose d'un sélecteur de transmission rotatif sur le côté, d'un bouton pour le frein de stationnement électronique, d'un contrôle du freinage régénératif et d'un pavé tactile. Les équipements de série à l'intérieur du véhicule comprennent aussi une caméra embarquée avec activation et contrôle vocal. Un système d’infodivertissement utilisant une intelligence artificielle ainsi que la plateforme numérique Trumore de Togg incorpore un système de technologie domotique (Smart Living) et ubiquitaire permettant à l'utilisateur de réaliser de multiples actions de la vie quotidienne (USE CASE MOBILITY). Le constructeur propose un système sonore Meridian en option à l'intérieur de son SUV. Contrairement au prototype C-SUV, le T10X ne peut pas recevoir de rétroviseurs caméras en raison de normes automobiles les interdisant dans certains pays.

### Motorisation
Le T10X propose deux configurations de groupe motopropulseur, à savoir un moteur électrique sur l'essieu arrière offrant une propulsion (RWD) ou bien deux moteurs électriques sur les essieux avant et arrière procurant une transmission intégrale (AWD). La configuration en propulsion (RWD) avec un moteur électrique délivre une puissance de 160 kW (218 ch) et 350 N m de couple permettant d'effectuer le 0 à 100 km/h en 7,6 s. De son côté, la configuration en transmission intégrale (AWD) avec deux moteurs électriques développe une puissance de 320 kW (435 ch) et 700 N m de couple permettant d'effectuer le 0 à 100 km/h en 4,8 s.
| Logo de Togg                | Togg T10X RWD,                                              | Togg T10X RWD,                                              | Togg T10X RWD,                                              |
| Logo de Togg                | V1 Standard Range                                           | V2 Standard Range                                           | V2 Long Range                                               |
| --------------------------- | ----------------------------------------------------------- | ----------------------------------------------------------- | ----------------------------------------------------------- |
| Type de moteur              | Électrique                                                  | Électrique                                                  | Électrique                                                  |
| Puissance moteur (kW)       | 160                                                         | 160                                                         | 160                                                         |
| Puissance maximale (ch)     | 218                                                         | 218                                                         | 218                                                         |
| Couple maximal (N m)        | 350                                                         | 350                                                         | 350                                                         |
| Transmission                | Propulsion (RWD)                                            | Propulsion (RWD)                                            | Propulsion (RWD)                                            |
| Vitesse maximale (km/h)     | 185                                                         | 185                                                         | 185                                                         |
| 0-100 km/h (s)              | 7,6                                                         | 7,6                                                         | 7,8                                                         |
| Masse à vide (kg)           | 1949                                                        | 1974                                                        | 2126                                                        |
| Freins                      | Freins à disque à refroidissement                           | Freins à disque à refroidissement                           | Freins à disque à refroidissement                           |
| Suspensions                 | MacPherson à l'avant et indépendante multibras à l'arrière. | MacPherson à l'avant et indépendante multibras à l'arrière. | MacPherson à l'avant et indépendante multibras à l'arrière. |
| Batterie                    |                                                             |                                                             |                                                             |
| Type                        | lithium-ion                                                 | lithium-ion                                                 | lithium-ion                                                 |
| Capacité nominale (kWh)     | 52,4                                                        | 52,4                                                        | 88,5                                                        |
| Capacité utile (kWh)        | 52,4                                                        | 52,4                                                        | 88,5                                                        |
| Autonomie (cycle WLTP) (km) | 314                                                         | 314                                                         | 523                                                         |
| Consommation (kWh/100 km)   | 16,7                                                        | 16,7                                                        | 16,9                                                        |
| Temps de recharge           |                                                             |                                                             |                                                             |
| Sur une borne 11 kW         | 195 minutes                                                 | 195 minutes                                                 | 345 minutes                                                 |
| Sur une borne 180 kW (DC)   | 28 minutes (20 à 80 %)                                      | 28 minutes (20 à 80 %)                                      | 28 minutes (20 à 80 %)                                      |

### Batterie
Le SUV est disponible par deux options de batteries lithium-ion: une capacité de 52,4 kWh avec une autonomie de 314 km et une consommation de 16,7 kWh/100 km, ou une plus grande batterie d'une capacité de 88,5 kWh permettant d'avoir une autonomie de 523 km pour une consommation de 16,9 kWh/100 km. Le T10X dispose d'une capacité de recharge allant jusqu'à 180 kW avec un chargeur DC, permettant d'augmenter la charge de la batterie de 20 % à 80 % en 28 minutes. Les batteries sont produites chez Siro à Gemlik, dans la province de Bursa, aux côtés de l'usine de Togg, filiale à 50 %, et établie en partenariat avec l'entreprise d'énergie Farasis Energy.

## Finitions
Le T10X est offert en deux versions de finition. La finition d'entrée de gamme, nommée V1, dispose seulement de la batterie d'une capacité de 52,4 kWh alors que la finition plus luxueuse, nommée V2, permet de choisir entre la batterie de 52,4 kWh ou celle de plus grande capacité à 88,5 kWh. Chacune des deux versions de finition proposent un groupe d'options (Launch Package) comportant des éléments différents d'une version à l'autre.

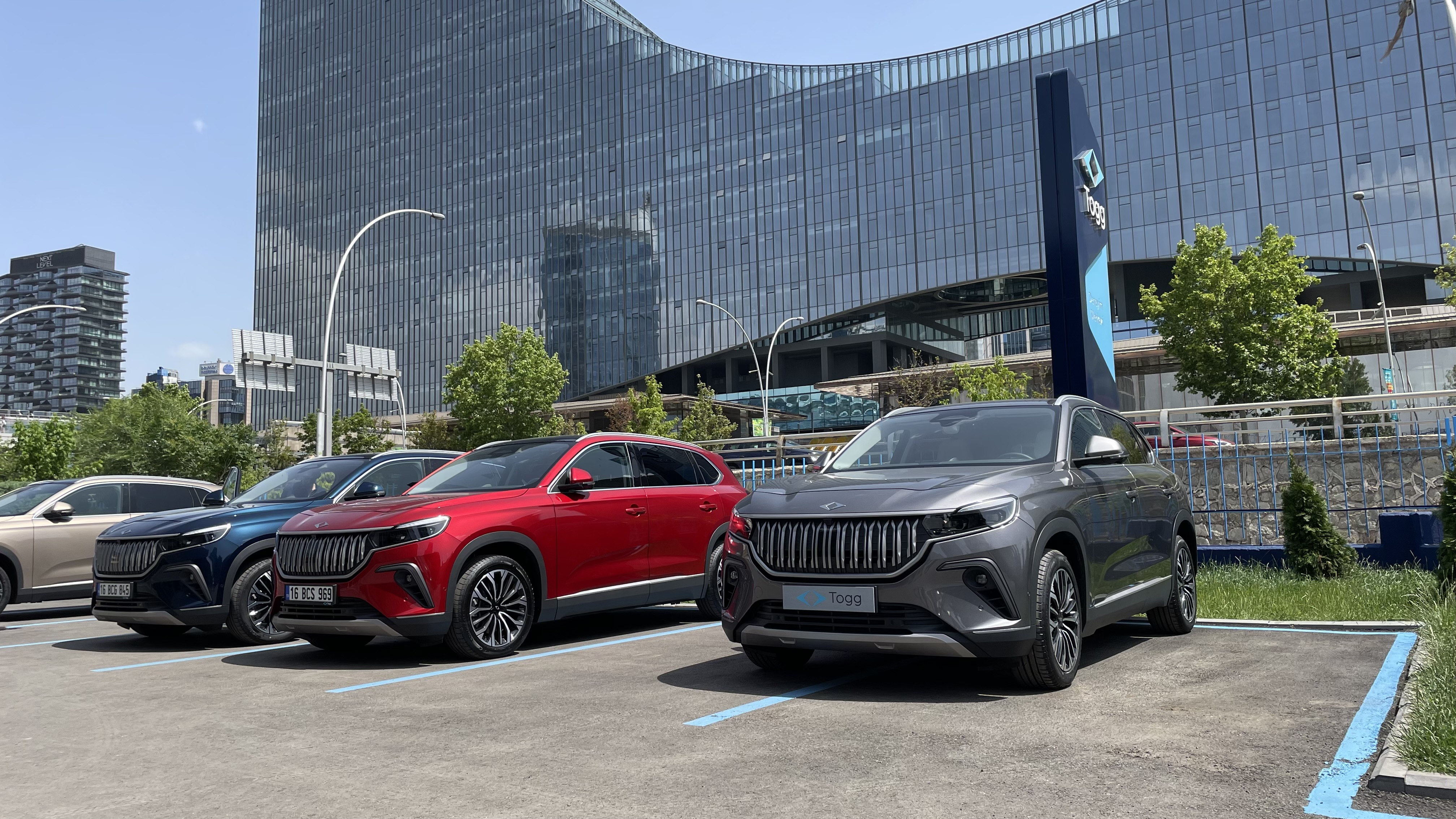
Couleurs du Togg T10X

Les couleurs offertes pour le T10X sont toutes inspirées d'un lieu historique de la Turquie. Les 6 couleurs sont les suivantes :
- Gris de Kula
- Beige de la Cappadoce
- Blanc de Pamukkale
- Rouge de l'Anatolie
- Noir d'Oltu
- Bleu de Gemlik

## Sécurité
Le T10X est équipé de série de neuf airbags et d'un ensemble de systèmes avancés d'aide à la conduite (ADAS) qui peuvent évoluer grâce à l'apprentissage continu et à des mises à jour automatiques par OTA (over-the-air, transmission d'informations sans fil).

### Aides à la conduite
Le SUV comprend un régulateur de vitesse adaptatif avec fonction stop-and-go qui fonctionne en conjonction avec un système de détection des panneaux de signalisation, un système de maintien de la trajectoire, un système d'alerte de franchissement de ligne, des alertes de collision frontale, arrière et de circulation transversale arrière. Le véhicule comporte également une caméra à vision panoramique, un système d'assistance aux angles morts, un système d'assistance au conducteur, un contrôle électronique avancé de la stabilité et un système d'aide au stationnement automatique.

## Accueil
177 408 précommandes ont été effectués entre le 16 mars et le 27 mars 2023, un nombre bien plus élevé de ce qui était attendu. Togg a organisé un tirage au sort afin de déterminer les 20 000 premiers clients qui recevront leur T10X. La forte demande a également poussé le constructeur turc à augmenter sa capacité de production.

Le PDG de Togg, Gürcan Karakaş, a déclaré: 
« Les commentaires positifs que nous avons reçus pour notre premier véhicule intelligent ont été extraordinaires. Ils démontrent non seulement la fierté de la population turque de soutenir l’expertise locale, mais aussi qu’une nouvelle génération d’utilisateurs est réceptive à une nouvelle perspective sur la mobilité et dans la façon dont ils réagissent et interagissent avec les technologies innovantes. […] Pour l’instant, nous nous concentrons sur les livraisons pour le marché domestique. Ce niveau d’intérêt sans précédent en Turquie prépare le terrain avant notre introduction prévue sur les marchés d’exportation européens en 2024. »